# Scartelaos cantoris
Scartelaos cantoris is een  straalvinnige vissensoort uit de familie van grondels (Gobiidae). De wetenschappelijke naam van de soort is voor het eerst geldig gepubliceerd in 1871 door Day.
De soort staat op de Rode Lijst van de IUCN als Onzeker, beoordelingsjaar 2009.